# Inma Rodríguez-Piñero
Inmaculada Rodríguez-Piñero (Madrid, 7 gennaio 1958) è una politica spagnola, eurodeputata per il PSOE dal 2014.

## Biografia
È laureata in scienze economiche e imprenditoria all'Università del Minnesota e ha conseguito un dottorato all'Università di Valencia. Dopo aver lavorato come funzionario della Generalitat Valenciana e del ministero dell'economia spagnolo, nel 2004 viene nominata responsabile della politica economica e per il lavoro del PSOE, prima donna a ricoprire l'incarico dalla costituzione del partito.
Nel 2008 si candida alle elezioni generali e viene eletta al Congresso dei Deputati. Il 16 aprile 2009 viene nominata Segretario di Stato (ruolo equivalente a quello di viceministro) per le infrastrutture e la pianificazione nel Governo di José Luis Rodríguez Zapatero. Deve quindi lasciare il seggio parlamentare per l'incompatibilità tra le due cariche. Alle elezioni generali del 2011 viene nuovamente eletta al Congresso dei Deputati dove rimane fino al 2014.
Nel 2014 si candida alle elezioni europee e viene eletta al Parlamento europeo entrando nella 
commissione per il commercio internazionale e nella delegazione alla commissione parlamentare mista UE-Cile. Rieletta nel 2019 diviene presidente della delegazione UE-Cile e presidente della conferenza dei presidenti di delegazione.